# Assunção Cristas
Maria de Assunção Oliveira Cristas Machado da Graça (ur. 28 września 1974 w Luandzie) – portugalska prawniczka i polityk, nauczyciel akademicki, posłanka do Zgromadzenia Republiki, od 2011 do 2015 minister rolnictwa i spraw morskich w rządach Pedra Passosa Coelho, do 2013 również minister środowiska i planowania przestrzennego, w latach 2016–2020 przewodnicząca Centrum Demokratycznego i Społecznego – Partii Ludowej.

## Życiorys
Urodziła się w Portugalskiej Afryce Zachodniej, jednak dzieciństwo i młodość spędziła w Lizbonie. Ukończyła w 1997 studia prawnicze na Uniwersytecie Lizbońskim. Uzyskała następnie doktorat w zakresie prawa prywatnego. Podjęła praktykę w zawodzie adwokata w ramach krajowej palestry, została nauczycielem akademickim na Universidade Nova de Lisboa. Jest autorką publikacji naukowych z dziedziny prawa prywatnego.
Jesienią 2002 została asystentką ministra sprawiedliwości, następnie zaś do 2005 pracowała w departamencie polityki legislacyjnej i planowania w tym resorcie. W 2007 wstąpiła do CDS/PP. Objęła funkcję wiceprzewodniczącej komisji wykonawczej tej partii. W latach 2009–2011 sprawowała mandat posłanki z okręgu Leiria. W wyborach w 2011 uzyskała reelekcję do Zgromadzenia Republiki z tego samego regionu.
W czerwcu 2011 została rekomendowana przez CDS/PP na stanowisko minister rolnictwa, spraw morskich, ochrony środowiska i planowania przestrzennego w rządzie Pedra Passosa Coelho. W lipcu 2013 kompetencje w zakresie ochrony środowiska i planowania przestrzennego przejął Jorge Moreira da Silva. W wyborach w 2015 wybrana na kolejną kadencję parlamentu, w październiku tegoż roku ponownie powołana na ministra rolnictwa i spraw morskich w mniejszościowym drugim gabinecie dotychczasowego premiera. Zakończyła urzędowanie wraz z całym rządem w listopadzie 2015.
W marcu 2016 zastąpiła Paula Portasa na funkcji przewodniczącego Partii Ludowej. W październiku 2019 utrzymała mandat poselski na kolejną kadencję. Jej ugrupowanie poniosło jednak porażkę, tracąc większość swojej reprezentacji parlamentarnej. Assunção Cristas zapowiedziała wówczas zwołanie kongresu partii i zadeklarowała nieubieganie się o ponowny wybór na funkcję jej przewodniczącego. Zakończyła jej pełnienie w styczniu 2020.
Zamężna, ma troje dzieci.